# گمینا لوبین
گمینا لوبین (به لهستانی:  Gmina Lubin) یک گمینا در لهستان است که در شهرستان لوبین واقع شده‌است. گمینا لوبین ۲۹۰٫۱۵ کیلومتر مربع مساحت و ۱۱٬۲۶۵ نفر جمعیت دارد.